# Fine (Kim Tae-yeon)
Fine è un singolo della cantante sudcoreana Kim Tae-yeon, secondo estratto del primo album in studio My Voice, pubblicato il 28 febbraio 2017 dalla S.M. Entertainment.

## Classifiche

### Classifiche settimanali
| Classifica (2017) | Posizione massima |
| ----------------- | ----------------- |
| Corea del Sud     | 1                 |

### Classifiche di fine anno
| Classifica (2017) | Posizione |
| ----------------- | --------- |
| Corea del Sud     | 43        |